# Ignacew Parzęczewski
Ignacew Parzęczewski [pronunciación en polaco: /iɡˈnat͡sɛf paʐɛnˈt͡ʂɛfski/] es un pueblo ubicado en el distrito administrativo de Gmina Parzęczew, dentro del Distrito de Zgierz, Voivodato de Łódź, en Polonia central. Se encuentra aproximadamente a 2 kilómetros al suroeste de Parzęczew, a 19 kilómetros al noroeste de Zgierz, y a 26 kilómetros al noroeste de la capital regional Łódź.
El pueblo tiene una población de 40 habitantes.

## Control de autoridades
- Esta obra contiene una traducción  derivada de «Ignacew Parzęczewski» de Wikipedia en inglés, concretamente de esta versión, publicada por sus editores bajo la Licencia de documentación libre de GNU y la Licencia Creative Commons Atribución-CompartirIgual 4.0 Internacional.

- Datos: Q598140